# Wiadomości Turystyczne
"Wiadomości Turystyczne" ("WT") – ogólnopolski miesięcznik branżowy o tematyce ekonomicznej, adresowany przede wszystkim do kadry zarządzającej i właścicieli firm działających w przemyśle turystycznym. Wydawany od 1999 r. przez Eurosystem, jego średni nakład wynosi ok. 6 000 egzemplarzy.

## Tematyka
"Wiadomości Turystyczne" koncentrują się na tematyce biznesowej. Magazyn opisuje zjawiska gospodarcze oraz polityczne z Polski i świata, z punktu widzenia przemysłu turystycznego. "WT" dostarczają również informacji z zakresu organizacji pracy, prawa i marketingu, a także publikują akty prawne, dokumenty i komentarze przedstawicieli polskiej branży. Istotna część każdego z wydań poświęcona jest także nowym trendom w światowym i lokalnym biznesie turystycznym oraz najciekawszym produktom.

## Dodatki i wydania zagraniczne
Cztery razy w roku razem z "Wiadomościami Turystycznymi" prezentowane są dodatki z serii: "Czas na Polskę", "Wypoczywaj w Polsce", "City Break Polska" lub "Wakacje na Rowerze". Ich tematyka poświęcona jest polskim atrakcjom turystycznym i ma charakter promocyjny. Oprócz tego prezentowany jest również dodatek "Turystyka Wyjazdowa", poświęcony popularnym kierunkom zagranicznym. W przeciwieństwie do głównego wydania "WT", głównymi adresatami dodatków są nie przedsiębiorcy z branży, a turyści indywidualni.
"Wiadomości Turystyczne" ukazują się również w ramach specjalnych wydań zagranicznych, publikowanych z okazji targów ITB w Berlinie. Ukazujące się w języku niemieckim "Reiseziel Polen" dystrybuowane jest co roku na stoisku Polskiej Organizacji Turystycznej. Podobnie, jak w przypadku dodatków do "WT", wydanie to ma charakter promocyjny i prezentuje polskie walory turystyczne.

## Dystrybucja
"Wiadomości Turystyczne" dystrybuowane są formie prenumeraty papierowej oraz elektronicznej, a także sprzedaży egzemplarzowej w salonach Empik.
Prenumeratorzy otrzymują zarówno wydania tradycyjne, jak i elektroniczne pierwszego dnia każdego miesiąca.

## Strona internetowa
Internetowy serwis wiadomosciturystyczne.pl jest adresowany przede wszystkim do kadry zarządzającej i właścicieli firm działających w przemyśle turystycznym. Publikowane w jego ramach materiały są uzupełnieniem treści oferowanych przez "Wiadomości Turystyczne". W zdecydowanej większości są to newsy ze świata polityki oraz biznesu, prezentowane w kontekście ich wpływu na branżę.

## Rankingi i konkursy

### Raport "Ranking Touroperatorzy"
Publikowane co roku zestawienie prezentujące wyniki finansowe największych, działających na polskim rynku, organizatorów turystyki wyjazdowej. Stanowi także podsumowanie sytuacji na rynku krajowej turystyki zorganizowanej. Ocena uwzględnia m.in. kryteria ekonomiczne, trendy i zjawiska wpływające na turystykę w Polsce.

### Konkurs "Róża Regionów"
Konkurs na najlepsze wydawnictwa i najlepsze aplikacje promujące gminy, miasta i regiony.
Ideą przedsięwzięcia jest propagowanie działań władz samorządowych związanych z promocją turystyczną okolicy, docenienie najlepszych projektów i ich twórców, promujących miasta, regiony i lokalne produkty turystyczne, a także wspieranie rozwoju wysokich standardów prezentowania walorów turystycznych Polski.
Materiały można zgłaszać w czterech kategoriach: folder, projekt specjalny, seria wydawnicza oraz aplikacja mobilna.
W konkursie swój udział zgłaszać mogą jednostki samorządu terytorialnego oraz lokalne i regionalne organizacje turystyczne.
Ocena projektów wydawana jest przez kapitułę konkursową składającą się z przedstawicieli środowiska branży turystycznej na podstawie następujących kryteriów:
- zgodność założonych celów z osiągniętym efektem,
- odpowiednie przygotowanie projektu z myślą o grupie docelowej,
- wartość merytoryczna i poprawność językowa,
- kreatywność i innowacyjność,
- użyteczność,
- atrakcyjność graficzna,
- w przypadku aplikacji mobilnych także sprawność i intuicyjność działania[5].

## Wydarzenia

### Ogólnopolskie Forum Biur Podróży
Doroczne wydarzenie poświęcone tematyce polskiej turystyki wyjazdowej. W jego trakcie odbywają się m.in. sesje tematyczne oraz panele dyskusyjne z udziałem przedstawicieli polskiego sektora turystycznego, biur podróży i biur agencyjnych. Co roku na spotkaniu obecnych jest ok. 200 przedstawicieli branży, samorządów oraz właściwych dla turystyki przedstawicieli rządu.

### Forum Turystyki Przyjazdowej i Krajowej – Kierunek Polska
Wydarzenie poświęcone tematyce polskiej turystyki przyjazdowej, pierwszy raz zorganizowane w 2024 roku (z założeniem jego cykliczności).
Celem wydarzenia jest spotkanie decydentów odpowiedzialnych za turystykę w samorządach oraz na szczeblu krajowym z przedstawicielami branży i dyskusja o najważniejszych aspektach promocji Polski oraz trendach ważnych dla pozyskania zarówno turysty wewnętrznego, jak i zagranicznego.